# Xanthorhoe regulata
Xanthorhoe regulata là một loài bướm đêm trong họ Geometridae.